# Nana Welbeck
Nana Addo Welbeck-Maseko (Kumasi, 24 novembre 1994) è un calciatore ghanese, centrocampista del Livorno.

## Caratteristiche tecniche
Interno di centrocampo, efficace nel contrastare gli avversari e recuperare la sfera.

## Carriera
Muove i suoi primi passi nelle giovanili del Brescia. Il 22 maggio 2011 esordisce in Serie A – all'età di 16 anni e 179 giorni – contro la Fiorentina (gara terminata 2-2), subentrando al 61' al posto di Alessandro Diamanti. Il 25 agosto 2014 passa a parametro zero all'Atalanta, che lo cede in prestito al Krka, nel campionato sloveno. Il 3 agosto 2016 firma un biennale con l'Odense, in Danimarca. Il 9 luglio 2018 passa al Mladost D. Kakanj, società bosniaca.
L'8 luglio 2019 torna in Italia, accordandosi per due stagioni con il Catania, in Serie C. Il 7 luglio 2021 viene ingaggiato dal Catanzaro. Nel 2023 la squadra vince il campionato con cinque giornate d'anticipo, ritornando in Serie B dopo 17 anni.
Il 4 gennaio 2024 torna al Catania, firmando un contratto valido fino al 2025.

## Statistiche

### Presenze e reti nei club
Statistiche aggiornate al 17 maggio 2025.
| Stagione         | Squadra           | Campionato       | Campionato | Campionato | Coppe nazionali | Coppe nazionali | Coppe nazionali | Coppe continentali | Coppe continentali | Coppe continentali | Altre coppe | Altre coppe | Altre coppe | Totale | Totale |
| Stagione         | Squadra           | Comp             | Pres       | Reti       | Comp            | Pres            | Reti            | Comp               | Pres               | Reti               | Comp        | Pres        | Reti        | Pres   | Reti   |
| ---------------- | ----------------- | ---------------- | ---------- | ---------- | --------------- | --------------- | --------------- | ------------------ | ------------------ | ------------------ | ----------- | ----------- | ----------- | ------ | ------ |
| 2010-2011        | Brescia           | A                | 1          | 0          | CI              | 0               | 0               | -                  | -                  | -                  | -           | -           | -           | 1      | 0      |
| 2011-2012        | Brescia           | B                | 2          | 0          | CI              | 0               | 0               | -                  | -                  | -                  | -           | -           | -           | 2      | 0      |
| 2012-2013        | Brescia           | B                | 1          | 0          | CI              | 0               | 0               | -                  | -                  | -                  | -           | -           | -           | 1      | 0      |
| 2013-2014        | Brescia           | B                | 0          | 0          | CI              | 0               | 0               | -                  | -                  | -                  | -           | -           | -           | 0      | 0      |
| Totale Brescia   | Totale Brescia    | Totale Brescia   | 4          | 0          |                 | 0               | 0               |                    | -                  | -                  |             | -           | -           | 4      | 0      |
| 2014-2015        | Krka              | 1.SNL            | 27         | 2          | CS              | 3               | 0               | -                  | -                  | -                  | -           | -           | -           | 30     | 2      |
| 2015-2016        | Krka              | 1.SNL            | 34         | 3          | CS              | 2               | 0               | -                  | -                  | -                  | -           | -           | -           | 36     | 3      |
| Totale Krka      | Totale Krka       | Totale Krka      | 61         | 5          |                 | 5               | 0               |                    | -                  | -                  |             | -           | -           | 66     | 5      |
| 2016-2017        | Odense            | SL               | 9+3        | 0          | CD              | 2               | 0               | -                  | -                  | -                  | -           | -           | -           | 14     | 0      |
| 2017-2018        | Odense            | SL               | 3          | 0          | CD              | 1               | 0               | -                  | -                  | -                  | -           | -           | -           | 4      | 0      |
| Totale Odense    | Totale Odense     | Totale Odense    | 12+3       | 0          |                 | 3               | 0               |                    | -                  | -                  |             | -           | -           | 18     | 0      |
| 2018-2019        | Mladost D. Kakanj | PL               | 20         | 1          | CB              | 0               | 0               | -                  | -                  | -                  | -           | -           | -           | 20     | 1      |
| 2019-2020        | Catania           | C                | 17+2       | 1          | CI+CI-C         | 0+1             | 0               | -                  | -                  | -                  | -           | -           | -           | 20     | 1      |
| 2020-2021        | Catania           | C                | 33+1       | 1          | CI              | 1               | 0               | -                  | -                  | -                  | -           | -           | -           | 35     | 1      |
| 2021-2022        | Catanzaro         | C                | 28+2       | 0          | CI+CI-C         | 1+5             | 0               | -                  | -                  | -                  | -           | -           | -           | 36     | 0      |
| 2022-2023        | Catanzaro         | C                | 13         | 0          | CI+CI-C         | 1+3             | 0               | -                  | -                  | -                  | SC-C        | 0           | 0           | 17     | 0      |
| 2023-gen. 2024   | Catanzaro         | B                | 0          | 0          | CI              | 0               | 0               | -                  | -                  | -                  | -           | -           | -           | 0      | 0      |
| Totale Catanzaro | Totale Catanzaro  | Totale Catanzaro | 41+2       | 0          |                 | 10              | 0               |                    | -                  | -                  |             | 0           | 0           | 53     | 0      |
| gen.-giu. 2024   | Catania           | C                | 19+4       | 0          | CI-C            | 3               | 0               | -                  | -                  | -                  | -           | -           | -           | 26     | 0      |
| Totale Catania   | Totale Catania    | Totale Catania   | 69+7       | 2          |                 | 5               | 0               |                    | -                  | -                  |             | -           | -           | 81     | 2      |
| 2024-2025        | Lucchese          | C                | 23+1       | 0          | CI-C            | 1               | 0               | -                  | -                  | -                  | -           | -           | -           | 25     | 0      |
| Totale carriera  | Totale carriera   | Totale carriera  | 243        | 8          |                 | 24              | 0               |                    | -                  | -                  |             | 0           | 0           | 267    | 8      |

## Palmarès

### Club

#### Competizioni nazionali
- Serie C: 1

Catanzaro: 2022-2023 (Girone C)
- Supercoppa Serie C: 1

Catanzaro: 2023
- Coppa Italia Serie C: 1

Catania: 2023-2024